# Katherine Bates
Katherine Bates (ur. 18 maja 1982 w Sydney) – australijska kolarka torowa i szosowa, mistrzyni świata.
Specjalizuje się w wyścigu punktowym, wyścigu na dochodzenie i scratchu. Dwukrotnie startowała w igrzyskach olimpijskich. W 2004 w Atenach zajęła 4. miejsce w wyścigu na dochodzenie i ósme w wyścigu punktowym, a cztery lata później w Pekinie była szósta w wyścigu punktowym. Siedem razy zdobywała medale mistrzostw świata (2001-2011), dwukrotna mistrzyni igrzysk wspólnoty narodów (2002, 2006) w wyścigu punktowym.
Pięciokrotna mistrzyni Australii w konkurencjach torowych: scratch (2005-2006), wyścig punktowy (2005-2006) i na dochodzenie (2005) oraz na szosie (2006)